# Moromeții (roman)
Moromeții este un roman social scris de Marin Preda și apărut în două volume la Editura de Stat pentru Literatură și Artă, în 1955 și în 1967, consacrându-l pe autor printre numele literaturii postbelice și considerat ca fiind magnum opus-ul scriitorului. 
Un roman de tip frescă socială, opera ilustrează viața rurală în perioada interbelică și postbelică. Pe parcursul a o mie de pagini și aproximativ douăzeci de ani, autorul ilustrează dezagregarea lentă a nucleului social rural, familia patriarhală, și distrugerea spiritului țărănesc.

## Istoricul publicației
Marin Preda a trebuit să își taie toate punțile de întoarcere spre țărănie și spre sat. Copilul, tânărul și poate chiar omul matur Marin Preda a trăit o dramă tipică pentru generația sa. De la 10 ani își dorește să nu mai fie țăran. Însă viața avea să-i rezerve surpriza paradoxului de a izbuti ca om și ca scriitor tocmai în ceea ce încercase să nege odată, adică în asumarea unei condiții țărănești.
Ca și în alte cazuri ale altor scriitori, romanul cel mai important al lui Preda este anticipat și pregătit de nuvelele sale. 
Marin Preda face din țăranul Moromete un individ cu o viață psihologică normală, apt prin aceasta de a deveni erou de proză modernă, el creează un țăran inteligent, în măsură să conștientizeze, în modul lui caracteristic, dramele existenței și ale clasei sociale din care face parte.
Aspre, dure, polemice sunt aproape toate bucățile din volumul de debut, încărcate de un patetism anume, antiidilizante, respirând efortul smulgerii din țărănie, a cuceririi vieții și carierei ca pe o pradă. Calul a fost scrisă cu o duritate pe care a pierdut-o ulterior (a fost citită  chiar în fața lui Eugen Lovinescu care a recunoscut imediat talentul lui Preda, dar căruia i-a smuls doar un evaziv „Hm!....Descriptiv!”)
Povestirea care dă titlul volumului transpune mitul erotic în varianta rurală. Naratorul povestește cu ironie binevoitoare turnirul țărănesc în urma căruia flăcăul trebuie să-și câștige dreptul la fata îndrăgită: el își invită rivalul, pe Achim Achim, „în Pământuri”, pe câmp, unde bătaia cu bâtele și pumnii, în prezența martorilor, decide învingătorul.
Nuvelele volumului de debut interesează și prin deschiderea caracterologică în raport cu opera capitală. Astfel, Ilie Resteu (În ceață) prefigurează tipul umilitului care acumulează ofense, după care va izbucni în manifestări necontrolate. Pot fi decelate în atitudinea lui semnele personalității lui Țugurlan.
Dimineața de iarnă conține, în embrion, finalul Moromeților și intriga cărții. În O adunare liniștită se regăsește povestea călătoriei pe care a făcut-o cândva  eroul romanului, la munte, împreună cu Bălosu ca să vândă porumb. Pațanghel, eroul acestei narațiuni, seamănă uimitor cu Moromete. Personajul devine aici adevăratul povestitor, substituindu-se autorului. Pațanghel nu istorisește pur și simplu, ci pune  faptele în scenă, le regizează și apoi le interpretează. Pațanghel (porecla lui Moromete) este povestitor și actor (cum se dovedește a fi și Moromete atunci când va face revista presei sau informare politică la fierăria lui Iocan), pregătindu-și meticulos efectele istorisirii. Amânările, ocolurile intenționate, suspansul replicilor țin de o anume plăcere a personajului de a-și crea și regiza o scenă, de spectacol cu public. De la Caragiale încoace, nici un alt autor român nu a obținut efecte artistice mai savuroase din vorbirea personajelor, cum a făcut-o Preda. Simțul limbii vorbite, pe care puțini prozatori l-au stăpânit așa de bine de la Caragiale încoace – singurul său înaintaș pe linia spiritului muntenesc al limbii. Dacă Mihail Sadoveanu și Ion Creangă compliniseră artistic varianta moldovenească a mentalității rurale, Marin Preda apare pentru provincia sudică drept novator prin plăcerea disimulării și a „teatrului în teatru”, prin viziunea ironico-sarcastică și prin atmosfera colocvială a scrisului.
Niculae, însoțindu-l mai târziu pe tatăl său într-o călătorie asemănătoare, rămâne dezamăgit; întâmplările îi păreau banale, oamenii, lipsiți de farmec. Moromete avea însă ciudatul dar de a vedea lucruri pe care alții nu le văd, avea facultatea de a inventa semnificații acolo unde ele păreau să lipsească ori să rămână ascunse celorlalți
Marin Preda a avut intuiția de a nu cuprinde în volumul de debut schița Salcâmul, apărută în ziarul „Timpul”. De acest lucru își dă seama mai târziu. În Viața ca o pradă mărturisește că salcâmul reprezintă pentru el o „legătură adâncă cu familia sa, care ar fi putut fi ucisă într-o carte de nuvele”, „un cod care nu trebuia divulgat”, „o poartă spre o lume miraculoasă”.  Salcâmul lui Moromete este un simbol multivalent al aceste lumi, este un axis mundi, un simbol al independenței lui Moromete, personajul identificându-se cu acest arbore. Pământul și orice obiect de pe el sunt, pentru Moromete, simboluri sacre, neputând fi înstrăinate, și de aceea rezistența de a-i vinde lui Bălosu salcâmul nu surprinde pe nimeni. Dar salcâmul lui Moromete mai poate avea un înțeles: este un semn de hotar și, o dată ce va fi tăiat, se poate ajunge la pierderea întregului pământ. Scena tăierii salcâmului este precedată de un bocet funerar, prevestind decăderea viitoare a protagonistului. Tăierea salcâmului constituie prima fisură a spațiului rural. Și coincide cu venirea acelui timp ce nu mai are răbdare și cu deruta ce îl cuprinde și îl înstrăinează treptat pe Moromete. Mitul care începe este unul al destrămării, semnificat prin tăierea salcâmilor și prin uciderea cailor, mitul lui Moromete.

## Adaptări
Primul roman a fost ecranizat în 1987 în regia lui Stere Gulea, care a preluat și rolul scenaristului în acest film. A fost produs de Casa de Filme 1 și distribuit de România Film. În rolurile principale sunt Victor Rebengiuc ca Moromete, Luminița Gheorghiu în rolul Catrinei, Gina Patrichi ca Maria/Guica Moromete.
O continuare a filmului din 1987, Moromeții 2, a fost anunțată în 2017 la 30 de ani de la lansarea filmului original.  Scenariul este o adaptare a celui de-al doilea volum al romanului Moromeții,  a romanului Viața ca o pradă și a publicisticii lui Preda. Rolurile principale sunt interpretate de actorii Horațiu Mălăele ca Ilie Moromete, Iosif Paștina ca Niculae Moromete și Dana Dogaru - Catrina. Premiera filmului este programată la  9 noiembrie 2018.